# Paolo Giulietti
Paolo Giulietti (Perugia, 1º gennaio 1964) è un arcivescovo cattolico italiano, dal 19 gennaio 2019 arcivescovo di Lucca.

## Biografia
Nasce a Perugia, città capoluogo di provincia e sede arcivescovile, il 1º gennaio 1964.

### Formazione e ministero sacerdotale
Dopo la maturità classica, entra nel Pontificio seminario regionale umbro e frequenta il corso filosofico-teologico presso l'Istituto teologico di Assisi. Continua i suoi studi presso la Pontificia Università Salesiana, dove consegue la licenza in teologia, pastorale giovanile e catechetica.
Il 28 ottobre 1990 è ordinato diacono, nella cattedrale di Perugia, dall'arcivescovo Ennio Antonelli che, nello stesso luogo, lo ordina anche presbitero, il 29 settembre 1991.
Dopo l'ordinazione è vicario parrocchiale di San Sisto a Perugia e assistente dei giovani di Azione Cattolica, dal 1991 al 2001; assistente spirituale della confraternita di San Jacopo di Compostela, dal 1996 al 2014.
Nel 2001 diventa direttore del Servizio nazionale per la pastorale giovanile della Conferenza Episcopale Italiana: in tal veste, coordina l'organizzazione italiana delle Giornate mondiali della gioventù del 2002 a Toronto e del 2005 a Colonia, cura l'organizzazione del triennio dell'Agorà dei giovani italiani e dell'Incontro nazionale dei giovani 2007.. Don Paolo diventa noto come "il prete dei giovani".
È stato presidente del Consorzio Francesco's Ways che si occupa della promozione del territorio regionale umbro, finalizzata alla commercializzazione di prodotti turistici nell'ambito del pellegrinaggio e del turismo religioso. È presidente dell'associazione "Hope", nata su iniziativa del servizio nazionale di pastorale giovanile della CEI. Ha diretto i programmi di Umbria Radio ed è stato membro del consiglio di amministrazione della fondazione "Giovanni Paolo II per la gioventù". È promotore dei pellegrinaggi a piedi e grande conoscitore degli itinerari verso le principali mete di spiritualità europee; è anche autore di diverse guide per pellegrini.
Il 25 luglio 2005 riceve il titolo onorifico di cappellano di Sua Santità. Nel 2007 è nominato parroco di san Bartolomeo a Ponte San Giovanni; mantiene questo incarico fino al 24 giugno 2010, quando l'arcivescovo Gualtiero Bassetti lo nomina vicario generale. Ricopre, inoltre, gli incarichi di moderator curiæ e canonico della cattedrale.

### Ministero episcopale
Il 30 maggio 2014 papa Francesco lo nomina vescovo ausiliare di Perugia-Città della Pieve e vescovo titolare di Termini Imerese. Riceve l'ordinazione episcopale il 10 agosto successivo, nella cattedrale di Perugia, dal cardinale Gualtiero Bassetti, co-consacranti il cardinale Ennio Antonelli e l'arcivescovo Giuseppe Chiaretti.
Il 18 settembre 2017 è eletto segretario generale della Conferenza episcopale umbra; succede all'arcivescovo Renato Boccardo, eletto presidente del medesimo organismo.
Il 19 gennaio 2019 lo stesso papa lo nomina arcivescovo di Lucca; succede a Benvenuto Italo Castellani, dimessosi per raggiunti limiti di età. Il 12 maggio seguente prende possesso canonico dell'arcidiocesi, nella cattedrale di San Martino a Lucca. Desta curiosità il suo ingresso a piedi, cui si sono uniti centinaia di giovani, per l'insediamento in diocesi.
Nel maggio 2021 viene eletto presidente della Commissione episcopale per la famiglia, i giovani e la vita della Conferenza Episcopale Italiana e contestualmente lascia gli incarichi di membro della Commissione episcopale per l'educazione, la scuola e l'università e di delegato per i giovani della Conferenza episcopale toscana.

## Genealogia episcopale
La genealogia episcopale è:
- Cardinale Scipione Rebiba
- Cardinale Giulio Antonio Santori
- Cardinale Girolamo Bernerio, O.P.
- Arcivescovo Galeazzo Sanvitale
- Cardinale Ludovico Ludovisi
- Cardinale Luigi Caetani
- Cardinale Ulderico Carpegna
- Cardinale Paluzzo Paluzzi Altieri degli Albertoni
- Papa Benedetto XIII
- Papa Benedetto XIV
- Papa Clemente XIII
- Cardinale Marcantonio Colonna
- Cardinale Giacinto Sigismondo Gerdil, B.
- Cardinale Giulio Maria della Somaglia
- Cardinale Carlo Odescalchi, S.I.
- Cardinale Costantino Patrizi Naro
- Cardinale Lucido Maria Parocchi
- Papa Pio X
- Cardinale Gaetano De Lai
- Cardinale Raffaele Carlo Rossi, O.C.D.
- Cardinale Amleto Giovanni Cicognani
- Cardinale Giovanni Benelli
- Cardinale Silvano Piovanelli
- Cardinale Gualtiero Bassetti
- Arcivescovo Paolo Giulietti

## Opere
- Paolo Caucci von Saucken, Paolo Giulietti, Davide Gandini, Vittorio Lanteri Laura e Paolo Asolan, La strada buona. I incontro compostellano in Liguria. Genova, 23 febbraio 2003, Perugia, Confraternita di San Jacopo di Compostella, 2003.
- Paolo Giulietti, A piedi a Gerusalemme. 15 giorni di cammino in Terra Santa. Le cartine, le informazioni utili, dove dormire, le festività locali, che cosa portare, Milano, Terre di mezzo, 2008, ISBN 978-88-6189-065-7.
- Paolo Giulietti, A piedi a Gerusalemme. 16 giorni di cammino in Terra Santa, Milano, Terre di mezzo, 2012, ISBN 978-88-6189-210-1.
- Paolo Giulietti e Gianluigi Bettin, La via di Francesco, Cinisello Balsamo, Edizioni San Paolo, 2012, ISBN 978-88-215-7481-8.
- Paolo Giulietti e Gianluigi Bettin, La via di Francesco, Cinisello Balsamo, Edizioni San Paolo, 2014, ISBN 978-88-215-9236-2.
- Paolo Giulietti e Chiara Serenelli, La via Lauretana. A piedi da Assisi e Loreto, Milano, Terre di mezzo, 2015, ISBN 978-88-6189-322-1.
- Alessandro Amapani (a cura di), Siate misericordiosi. Giovanni Paolo II, Benedetto XVI e Papa Francesco ai giovani, Cinisello Balsamo, Edizioni San Paolo, 2016, ISBN 978-88-215-9904-0. Presentazione di mons. Paolo Giulietti, vescovo Ausiliare di Perugia-Città della Pieve.
- Gianluigi Bettin, Paolo Giulietti e Nicola Checcarelli, La via di Francesco. Da La Verna e da Roma verso Assisi, Cinisello Balsamo, Edizioni San Paolo, 2017, ISBN 978-88-6189-440-2.

## Stemma e motto

### Blasonatura
D'azzurro, all'ombra di sole d'oro, caricata da una croce greca potenziata di rosso; al capo dello stesso, a tre conchiglie d'argento.
Galero, nappe e croce astile da arcivescovo.
Lo stemma da vescovo era identico ma con gli ornamenti tipici dei vescovi.

### Motto
Il motto prescelto Opere et veritate è tratto dalla prima lettera di Giovanni (3, 18).